# Kecamatan Tanjungsiang
Kecamatan Tanjungsiang är ett distrikt i Indonesien.   Det ligger i provinsen Jawa Barat, i den västra delen av landet, 120 km sydost om huvudstaden Jakarta.